# Liste der Nummer-eins-Hits in den Niederlanden (2023)
Dies ist eine Liste der Nummer-eins-Hits in den Niederlanden im Jahr 2023. Sie basiert auf den Nederlandse-Top-40-Singlecharts und den Dutch Album Top 100.

## Singles
| ← 2022 ← | Liste der Nummer-eins-Hits in den Niederlanden | Liste der Nummer-eins-Hits in den Niederlanden   | Liste der Nummer-eins-Hits in den Niederlanden | 2024 →                    |
| \| Zeitraum \| Wo. ges. \| Interpret \| Titel Autor(en) \| Zusätzliche Informationen \| \| (Zeitraum, Wochen auf Platz eins, Interpret, Titel, Autor[en], zusätzliche Informationen) \| \| \| \| \| \| ----------------------------------------------------------------------------------------- \| -------- \| ------------------------------------------------ \| ------------------------------------------------------------------------------------------------------------------------------------------------------ \| ------------------------- \| \| 17. Dezember 2022 – 27. Januar 2023 6 Wochen \| 6 \| Claude \| Ladada (Mon dernier mot) Claude Kiambe, Arno Krabman, Joren Johannes van der Voort \| – \| \| 28. Januar 2023 – 19. Mai 2023 16 Wochen \| 16 \| Miley Cyrus \| Flowers Miley Ray Cyrus, Michael Ross Pollack, Gregory Aldae Hein \| – \| \| 20. Mai 2023 – 16. Juni 2023 4 Wochen \| 4 \| Loreen \| Tattoo Thomas Gustafsson, Jimmy Erik Robert Jansson, Peter Lars Boström, Moa Anna Maria Carlebecker, Jimmy Paul Thörnfeldt, Lorine Zineb Noka Talhaoui \| – \| \| 17. Juni 2023 – 7. Juli 2023 3 Wochen \| 3 \| Libianca \| People Libianca Kenzonkinboum Fonji, Orhue Moses Odia \| – \| \| 8. Juli 2023 – 4. August 2023 4 Wochen \| 4 \| Kris Kross Amsterdam, Sofía Reyes & Tinie Tempah \| How You Samba Will Grands, Jordy Huisman, Sander Huisman, Yuki Kempees, Sofía Reyes, Benjamin Samama, Tinie Tempah, Joren van der Voort \| – \| \| 5. August 2023 – 8. September 2023 5 Wochen \| 5 \| Peggy Gou \| (It Goes Like) Nanana Min-ji Kim \| – \| \| 9. September 2023 – 6. Oktober 2023 4 Wochen \| 4 \| Dua Lipa \| Dance the Night Caroline Ailin Buvik Furøyen, Dua Lipa, Mark Daniel Ronson, Andrew Wyatt Blakemore \| – \| \| 7. Oktober 2023 – 19. Januar 2024 15 Wochen \| 15 \| Tate McRae \| Greedy Tate McRae, Amy Allen, Jasper Harris, Ryan Tedder \| – \| |                                                |                                                  | |                           |
| ← 2022 |                                                |                                                  | | → 2024 →                  |
| Zeitraum | Wo. ges.                                       | Interpret                                        | Titel Autor(en) | Zusätzliche Informationen |
| (Zeitraum, Wochen auf Platz eins, Interpret, Titel, Autor[en], zusätzliche Informationen) |                                                |                                                  | |                           |
| 17. Dezember 2022 – 27. Januar 2023 6 Wochen | 6                                              | Claude                                           | Ladada (Mon dernier mot) Claude Kiambe, Arno Krabman, Joren Johannes van der Voort                                                                     | –                         |
| 28. Januar 2023 – 19. Mai 2023 16 Wochen | 16                                             | Miley Cyrus                                      | Flowers Miley Ray Cyrus, Michael Ross Pollack, Gregory Aldae Hein                                                                                      | –                         |
| 20. Mai 2023 – 16. Juni 2023 4 Wochen | 4                                              | Loreen                                           | Tattoo Thomas Gustafsson, Jimmy Erik Robert Jansson, Peter Lars Boström, Moa Anna Maria Carlebecker, Jimmy Paul Thörnfeldt, Lorine Zineb Noka Talhaoui | –                         |
| 17. Juni 2023 – 7. Juli 2023 3 Wochen | 3                                              | Libianca                                         | People Libianca Kenzonkinboum Fonji, Orhue Moses Odia                                                                                                  | –                         |
| 8. Juli 2023 – 4. August 2023 4 Wochen | 4                                              | Kris Kross Amsterdam, Sofía Reyes & Tinie Tempah | How You Samba Will Grands, Jordy Huisman, Sander Huisman, Yuki Kempees, Sofía Reyes, Benjamin Samama, Tinie Tempah, Joren van der Voort                | –                         |
| 5. August 2023 – 8. September 2023 5 Wochen | 5                                              | Peggy Gou                                        | (It Goes Like) Nanana Min-ji Kim | –                         |
| 9. September 2023 – 6. Oktober 2023 4 Wochen | 4                                              | Dua Lipa                                         | Dance the Night Caroline Ailin Buvik Furøyen, Dua Lipa, Mark Daniel Ronson, Andrew Wyatt Blakemore                                                     | –                         |
| 7. Oktober 2023 – 19. Januar 2024 15 Wochen | 15                                             | Tate McRae                                       | Greedy Tate McRae, Amy Allen, Jasper Harris, Ryan Tedder                                                                                               | –                         |

## Alben
| ← 2022 ← | Liste der Nummer-eins-Hits in den Niederlanden | Liste der Nummer-eins-Hits in den Niederlanden | Liste der Nummer-eins-Hits in den Niederlanden      | 2024 →                    |
| \| Zeitraum \| Wo. ges. \| Interpret \| Titel \| Zusätzliche Informationen \| \| (Zeitraum, Wochen auf Platz eins, Interpret, Titel, zusätzliche Informationen) \| \| \| \| \| \| ------------------------------------------------------------------------------ \| -------- \| ------------------------- \| --------------------------------------------------- \| ------------------------- \| \| 24. Dezember 2022 – 6. Januar 2023 2 Wochen (insgesamt 14) \| 14 \| Michael Bublé \| Christmas \| – \| \| 7. Januar 2023 – 27. Januar 2023 3 Wochen (insgesamt 4) \| 4 \| SZA \| SOS \| – \| \| 28. Januar 2023 – 3. Februar 2023 1 Woche \| 1 \| Måneskin \| Rush! \| – \| \| 4. Februar 2023 – 10. Februar 2023 1 Woche \| 1 \| Idaly \| Betty \| – \| \| 11. Februar 2023 – 17. Februar 2023 1 Woche \| 1 \| DeWolff \| Love, Death & In Between \| – \| \| 18. Februar 2023 – 24. Februar 2023 1 Woche \| 1 \| Jaap Reesema \| Als je voor me staat \| – \| \| 25. Februar 2023 – 3. März 2023 1 Woche (insgesamt 2) \| 2 \| Boef \| Luxeprobleem \| – \| \| 4. März 2023 – 10. März 2023 1 Woche \| 1 \| JoeyAK \| Most Hated \| – \| \| 11. März 2023 – 17. März 2023 1 Woche (insgesamt 2) \| 2 \| Boef \| Luxeprobleem \| – \| \| 18. März 2023 – 24. März 2023 1 Woche \| 1 \| Miley Cyrus \| Endless Summer Vacation \| – \| \| 25. März 2023 – 31. März 2023 1 Woche \| 1 \| U2 \| Songs of Surrender \| – \| \| 1. April 2023 – 7. April 2023 1 Woche \| 1 \| Lana Del Rey \| Did You Know That There’s a Tunnel Under Ocean Blvd \| – \| \| 8. April 2023 – 14. April 2023 1 Woche \| 1 \| Boygenius \| The Record \| – \| \| 15. April 2023 – 21. April 2023 1 Woche \| 1 \| NF \| Hope \| – \| \| 22. April 2023 – 5. Mai 2023 2 Wochen \| 2 \| Metallica \| 72 Seasons \| – \| \| 6. Mai 2023 – 12. Mai 2023 1 Woche \| 1 \| The National \| First Two Pages of Frankenstein \| – \| \| 13. Mai 2023 – 26. Mai 2023 2 Wochen (insgesamt 3) \| 3 \| Ed Sheeran \| − \| – \| \| 27. Mai 2023 – 2. Juni 2023 1 Woche \| 1 \| Lewis Capaldi \| Broken by Desire to Be Heavenly Sent \| – \| \| 3. Juni 2023 – 9. Juni 2023 1 Woche (insgesamt 3) \| 3 \| Ed Sheeran \| − \| – \| \| 10. Juni 2023 – 16. Juni 2023 1 Woche (insgesamt 9) \| 9 \| Harry Styles \| Harry’s House \| – \| \| 17. Juni 2023 – 23. Juni 2023 1 Woche \| 1 \| Niall Horan \| The Show \| – \| \| 24. Juni 2023 – 30. Juni 2023 1 Woche \| 1 \| Queens of the Stone Age \| In Times New Roman \| – \| \| 1. Juli 2023 – 7. Juli 2023 1 Woche (insgesamt 9) \| 9 \| Harry Styles \| Harry’s House \| – \| \| 8. Juli 2023 – 14. Juli 2023 1 Woche \| 1 \| Nothing but Thieves \| Dead Club City \| – \| \| 15. Juli 2023 – 28. Juli 2023 2 Wochen \| 2 \| Taylor Swift \| Speak Now (Taylor’s Version) \| – \| \| 29. Juli 2023 – 4. August 2023 1 Woche (insgesamt 2) \| 2 \| (Soundtrack) \| Barbie – The Album \| – \| \| 5. August 2023 – 18. August 2023 2 Wochen \| 2 \| Travis Scott \| Utopia \| – \| \| 19. August 2023 – 1. September 2023 2 Wochen \| 2 \| De Jeugd van Tegenwoordig \| Moderne Manieren \| – \| \| 2. September 2023 – 8. September 2023 1 Woche \| 1 \| Tino Martin \| Dit is het levenslied \| – \| \| 9. September 2023 – 15. September 2023 1 Woche (insgesamt 2) \| 2 \| (Soundtrack) \| Barbie: The Album \| – \| \| 16. September 2023 – 29. September 2023 2 Wochen \| 2 \| Olivia Rodrigo \| Guts \| – \| \| 30. September 2023 – 6. Oktober 2023 1 Woche \| 1 \| Suzan & Freek \| Iemand van vroeger \| – \| \| 7. Oktober 2023 – 13. Oktober 2023 1 Woche \| 1 \| Ed Sheeran \| Autumn Variations \| – \| \| 14. Oktober 2023 – 20. Oktober 2023 1 Woche \| 1 \| Drake \| For All the Dogs \| – \| \| 21. Oktober 2023 – 27. Oktober 2023 1 Woche \| 1 \| Danny Vera \| DNA \| – \| \| 28. Oktober 2023 – 3. November 2023 1 Woche (insgesamt 3) \| 3 \| The Rolling Stones \| Hackney Diamonds \| – \| \| 4. November 2023 – 10. November 2023 1 Woche \| 1 \| Taylor Swift \| 1989 (Taylor’s Version) \| – \| \| 11. November 2023 – 17. November 2023 1 Woche \| 1 \| Anouk \| Deena & Jim \| – \| \| 18. November 2023 – 24. November 2023 1 Woche (insgesamt 3) \| 3 \| The Rolling Stones \| Hackney Diamonds \| – \| \| 25. November 2023 – 1. Dezember 2023 1 Woche \| 1 \| Kevin \| Wonderland \| – \| \| 2. Dezember 2023 – 8. Dezember 2023 1 Woche \| 1 \| Jannes \| Liefde is meer \| – \| \| 9. Dezember 2023 – 15. Dezember 2023 1 Woche \| 1 \| Alles Kids \| Sinterklaasliedjes om mee te zingen \| – \| \| 16. Dezember 2023 – 22. Dezember 2023 1 Woche (insgesamt 14) \| 14 \| Michael Bublé \| Christmas \| – \| \| 23. Dezember 2023 – 29. Dezember 2023 1 Woche (insgesamt 3) \| 3 \| The Rolling Stones \| Hackney Diamonds \| – \| \| 30. Dezember 2023 – 5. Januar 2024 1 Woche (insgesamt 14) \| 14 \| Michael Bublé \| Christmas \| – \| |                                                |                                                |                                                     |                           |
| ← 2022 |                                                |                                                |                                                     | → 2024 →                  |
| Zeitraum | Wo. ges.                                       | Interpret                                      | Titel                                               | Zusätzliche Informationen |
| (Zeitraum, Wochen auf Platz eins, Interpret, Titel, zusätzliche Informationen) |                                                |                                                |                                                     |                           |
| 24. Dezember 2022 – 6. Januar 2023 2 Wochen (insgesamt 14) | 14                                             | Michael Bublé                                  | Christmas                                           | –                         |
| 7. Januar 2023 – 27. Januar 2023 3 Wochen (insgesamt 4) | 4                                              | SZA                                            | SOS                                                 | –                         |
| 28. Januar 2023 – 3. Februar 2023 1 Woche | 1                                              | Måneskin                                       | Rush!                                               | –                         |
| 4. Februar 2023 – 10. Februar 2023 1 Woche | 1                                              | Idaly                                          | Betty                                               | –                         |
| 11. Februar 2023 – 17. Februar 2023 1 Woche | 1                                              | DeWolff                                        | Love, Death & In Between                            | –                         |
| 18. Februar 2023 – 24. Februar 2023 1 Woche | 1                                              | Jaap Reesema                                   | Als je voor me staat                                | –                         |
| 25. Februar 2023 – 3. März 2023 1 Woche (insgesamt 2) | 2                                              | Boef                                           | Luxeprobleem                                        | –                         |
| 4. März 2023 – 10. März 2023 1 Woche | 1                                              | JoeyAK                                         | Most Hated                                          | –                         |
| 11. März 2023 – 17. März 2023 1 Woche (insgesamt 2) | 2                                              | Boef                                           | Luxeprobleem                                        | –                         |
| 18. März 2023 – 24. März 2023 1 Woche | 1                                              | Miley Cyrus                                    | Endless Summer Vacation                             | –                         |
| 25. März 2023 – 31. März 2023 1 Woche | 1                                              | U2                                             | Songs of Surrender                                  | –                         |
| 1. April 2023 – 7. April 2023 1 Woche | 1                                              | Lana Del Rey                                   | Did You Know That There’s a Tunnel Under Ocean Blvd | –                         |
| 8. April 2023 – 14. April 2023 1 Woche | 1                                              | Boygenius                                      | The Record                                          | –                         |
| 15. April 2023 – 21. April 2023 1 Woche | 1                                              | NF                                             | Hope                                                | –                         |
| 22. April 2023 – 5. Mai 2023 2 Wochen | 2                                              | Metallica                                      | 72 Seasons                                          | –                         |
| 6. Mai 2023 – 12. Mai 2023 1 Woche | 1                                              | The National                                   | First Two Pages of Frankenstein                     | –                         |
| 13. Mai 2023 – 26. Mai 2023 2 Wochen (insgesamt 3) | 3                                              | Ed Sheeran                                     | −                                                   | –                         |
| 27. Mai 2023 – 2. Juni 2023 1 Woche | 1                                              | Lewis Capaldi                                  | Broken by Desire to Be Heavenly Sent                | –                         |
| 3. Juni 2023 – 9. Juni 2023 1 Woche (insgesamt 3) | 3                                              | Ed Sheeran                                     | −                                                   | –                         |
| 10. Juni 2023 – 16. Juni 2023 1 Woche (insgesamt 9) | 9                                              | Harry Styles                                   | Harry’s House                                       | –                         |
| 17. Juni 2023 – 23. Juni 2023 1 Woche | 1                                              | Niall Horan                                    | The Show                                            | –                         |
| 24. Juni 2023 – 30. Juni 2023 1 Woche | 1                                              | Queens of the Stone Age                        | In Times New Roman                                  | –                         |
| 1. Juli 2023 – 7. Juli 2023 1 Woche (insgesamt 9) | 9                                              | Harry Styles                                   | Harry’s House                                       | –                         |
| 8. Juli 2023 – 14. Juli 2023 1 Woche | 1                                              | Nothing but Thieves                            | Dead Club City                                      | –                         |
| 15. Juli 2023 – 28. Juli 2023 2 Wochen | 2                                              | Taylor Swift                                   | Speak Now (Taylor’s Version)                        | –                         |
| 29. Juli 2023 – 4. August 2023 1 Woche (insgesamt 2) | 2                                              | (Soundtrack)                                   | Barbie – The Album                                  | –                         |
| 5. August 2023 – 18. August 2023 2 Wochen | 2                                              | Travis Scott                                   | Utopia                                              | –                         |
| 19. August 2023 – 1. September 2023 2 Wochen | 2                                              | De Jeugd van Tegenwoordig                      | Moderne Manieren                                    | –                         |
| 2. September 2023 – 8. September 2023 1 Woche | 1                                              | Tino Martin                                    | Dit is het levenslied                               | –                         |
| 9. September 2023 – 15. September 2023 1 Woche (insgesamt 2) | 2                                              | (Soundtrack)                                   | Barbie: The Album                                   | –                         |
| 16. September 2023 – 29. September 2023 2 Wochen | 2                                              | Olivia Rodrigo                                 | Guts                                                | –                         |
| 30. September 2023 – 6. Oktober 2023 1 Woche | 1                                              | Suzan & Freek                                  | Iemand van vroeger                                  | –                         |
| 7. Oktober 2023 – 13. Oktober 2023 1 Woche | 1                                              | Ed Sheeran                                     | Autumn Variations                                   | –                         |
| 14. Oktober 2023 – 20. Oktober 2023 1 Woche | 1                                              | Drake                                          | For All the Dogs                                    | –                         |
| 21. Oktober 2023 – 27. Oktober 2023 1 Woche | 1                                              | Danny Vera                                     | DNA                                                 | –                         |
| 28. Oktober 2023 – 3. November 2023 1 Woche (insgesamt 3) | 3                                              | The Rolling Stones                             | Hackney Diamonds                                    | –                         |
| 4. November 2023 – 10. November 2023 1 Woche | 1                                              | Taylor Swift                                   | 1989 (Taylor’s Version)                             | –                         |
| 11. November 2023 – 17. November 2023 1 Woche | 1                                              | Anouk                                          | Deena & Jim                                         | –                         |
| 18. November 2023 – 24. November 2023 1 Woche (insgesamt 3) | 3                                              | The Rolling Stones                             | Hackney Diamonds                                    | –                         |
| 25. November 2023 – 1. Dezember 2023 1 Woche | 1                                              | Kevin                                          | Wonderland                                          | –                         |
| 2. Dezember 2023 – 8. Dezember 2023 1 Woche | 1                                              | Jannes                                         | Liefde is meer                                      | –                         |
| 9. Dezember 2023 – 15. Dezember 2023 1 Woche | 1                                              | Alles Kids                                     | Sinterklaasliedjes om mee te zingen                 | –                         |
| 16. Dezember 2023 – 22. Dezember 2023 1 Woche (insgesamt 14) | 14                                             | Michael Bublé                                  | Christmas                                           | –                         |
| 23. Dezember 2023 – 29. Dezember 2023 1 Woche (insgesamt 3) | 3                                              | The Rolling Stones                             | Hackney Diamonds                                    | –                         |
| 30. Dezember 2023 – 5. Januar 2024 1 Woche (insgesamt 14) | 14                                             | Michael Bublé                                  | Christmas                                           | –                         |

## Jahreshitparaden
| ← 2022 ← | Liste der Nummer-eins-Hits in den Niederlanden | Liste der Nummer-eins-Hits in den Niederlanden | Liste der Nummer-eins-Hits in den Niederlanden | 2024 →   |
| \| Singles \| Position# \| Alben \| \| ------------------------------------------------------------------------------------------------------------------------------------------------------------- \| --------- \| ------------------------------------ \| \| Flowers Miley Cyrus Miley Ray Cyrus, Gregory Aldae Hein, Michael Pollack \| 1 \| Hackney Diamonds The Rolling Stones \| \| Chemical Post Malone Austin Post, Andrew Wotman, Louis Bell, Billy Walsh \| 2 \| Midnights Taylor Swift \| \| Overcome Nothing but Thieves Conor Mason, Dominic Craik, Joe Langridge-Brown \| 3 \| Harry’s House Harry Styles \| \| Miracle Calvin Harris & Ellie Goulding , Adam Wiles, Matthew James Burns, Pablo Bowman, Peter Rycroft \| 4 \| SOS SZA \| \| Stiekem Maan feat. Goldband Arno Krabman, Boaz Kok, Karel Gerlach, Maan de Steenwinkel, Milo Driessen, Wieger Hoogendorp \| 5 \| Heroes & Villains Metro Boomin \| \| Lay Low Tiësto Erik Smaaland, Dag Holtan-Hartwig, Halvor Folstad, Mio, Nick Strand, Tijs Michiel Verwest \| 6 \| Flemming \| \| People Libianca Libianca Kenzonkinboum Fonji, Orhue Moses Odia \| 7 \| 1989 (Taylor’s Version) Taylor Swift \| \| Tattoo Loreen Thomas Gustafsson, Jimmy Erik Robert Jansson, Peter Lars Boström, Moa Anna Maria Carlebecker, Jimmy Paul Thörnfeldt, Lorine Zineb Noka Talhaoui \| 8 \| Betaalbare romantiek Goldband \| \| Unhealthy Anne-Marie feat. Shania Twain Anne-Marie Nicholson, Connor McDonough, Riley McDonough, Joel Castillo \| 9 \| Rumours Fleetwood Mac \| \| Engelbewaarder Marco Schuitmaker Pierre Kartner \| 10 \| Starboy The Weeknd \| |                                                |                                                |                                                |          |
| ← 2022 |                                                |                                                |                                                | → 2024 → |
| Singles | Position#                                      | Alben                                          |                                                |          |
| Flowers Miley Cyrus Miley Ray Cyrus, Gregory Aldae Hein, Michael Pollack | 1                                              | Hackney Diamonds The Rolling Stones            |                                                |          |
| Chemical Post Malone Austin Post, Andrew Wotman, Louis Bell, Billy Walsh | 2                                              | Midnights Taylor Swift                         |                                                |          |
| Overcome Nothing but Thieves Conor Mason, Dominic Craik, Joe Langridge-Brown | 3                                              | Harry’s House Harry Styles                     |                                                |          |
| Miracle Calvin Harris & Ellie Goulding , Adam Wiles, Matthew James Burns, Pablo Bowman, Peter Rycroft | 4                                              | SOS SZA                                        |                                                |          |
| Stiekem Maan feat. Goldband Arno Krabman, Boaz Kok, Karel Gerlach, Maan de Steenwinkel, Milo Driessen, Wieger Hoogendorp | 5                                              | Heroes & Villains Metro Boomin                 |                                                |          |
| Lay Low Tiësto Erik Smaaland, Dag Holtan-Hartwig, Halvor Folstad, Mio, Nick Strand, Tijs Michiel Verwest | 6                                              | Flemming                                       |                                                |          |
| People Libianca Libianca Kenzonkinboum Fonji, Orhue Moses Odia | 7                                              | 1989 (Taylor’s Version) Taylor Swift           |                                                |          |
| Tattoo Loreen Thomas Gustafsson, Jimmy Erik Robert Jansson, Peter Lars Boström, Moa Anna Maria Carlebecker, Jimmy Paul Thörnfeldt, Lorine Zineb Noka Talhaoui | 8                                              | Betaalbare romantiek Goldband                  |                                                |          |
| Unhealthy Anne-Marie feat. Shania Twain Anne-Marie Nicholson, Connor McDonough, Riley McDonough, Joel Castillo | 9                                              | Rumours Fleetwood Mac                          |                                                |          |
| Engelbewaarder Marco Schuitmaker Pierre Kartner | 10                                             | Starboy The Weeknd                             |                                                |          |